# حسرات (دير الزور)
حسرات قرية سورية تتبع ناحية مركز البوكمال في منطقة البوكمال في محافظة دير الزور. بلغ عدد سكانها 6306 نسمة في عام 2004 حسب إحصاء المكتب المركزي للإحصاء.